# Liste der Kulturdenkmäler in Weiler bei Monzingen
In der Liste der Kulturdenkmäler in Weiler bei Monzingen sind alle Kulturdenkmäler der rheinland-pfälzischen Ortsgemeinde Weiler bei Monzingen aufgeführt. Grundlage ist die Denkmalliste des Landes Rheinland-Pfalz (Stand: 2. August 2023).

## Denkmalzonen
| Bezeichnung                    | Lage                                           | Baujahr | Beschreibung                                 | Bild |
| ------------------------------ | ---------------------------------------------- | ------- | -------------------------------------------- | ---- |
| Denkmalzone Jüdischer Friedhof | nordöstlich des Ortes auf dem Müllersberg Lage | 1854    | Areal mit neun Grabsteinen von 1854 bis 1936 | BW   |

## Einzeldenkmäler
| Bezeichnung         | Lage                 | Baujahr         | Beschreibung                                                                                             | Bild                           |
| ------------------- | -------------------- | --------------- | --- | ------------------------------ |
| Wohnhaus            | Hauptstraße 6a Lage  | 18. Jahrhundert | barockes Fachwerkhaus mit massivem Erdgeschoss, 18. Jahrhundert                                          | BW                             |
| Wohnhaus            | Hauptstraße 9 Lage   | 1757            | barocker Krüppelwalmdachbau, Fachwerk, teilweise massiv, angeblich von 1757                              | BW                             |
| Sponheimer Hof      | Hauptstraße 14 Lage  | 1752            | ehemalige Kellerei; spätbarocker Fachwerkbau, teilweise massiv, abgewalmtes Mansarddach, bezeichnet 1752 | Fotos hochladen                |
| Wohnhaus            | Hauptstraße 17 Lage  | 18. Jahrhundert | barockes Fachwerkhaus, verputzt, 18. Jahrhundert                                                         | BW                             |
| Schmidtburger Hof   | Hauptstraße 20 Lage  | 18. Jahrhundert | Krüppelwalmdachbau, im Kern eventuell aus dem 18. Jahrhundert                                            | BW                             |
| Rathaus             | Marktplatz 9 Lage    | 1587            | eingeschossiger Rotsandsteinquaderbau, bezeichnet 1587                                                   | BW                             |
| Evangelische Kirche | Rathausstraße 3 Lage | 13. Jahrhundert | Saalbau, Nordturm wohl aus dem 13. Jahrhundert, romanisierende Schallarkaden bezeichnet 1581             | weitere Bilder Fotos hochladen |

## Ehemalige Kulturdenkmäler
| Bezeichnung | Lage               | Baujahr | Beschreibung                                                       | Bild |
| ----------- | ------------------ | ------- | ------------------------------------------------------------------ | ---- |
| Wohnhaus    | Marktplatz 11 Lage | 1833    | Fachwerkhaus, verputzt, bezeichnet 1833; aus Denkmalliste gelöscht | BW   |